# Cuora flavomarginata
Cuora flavomarginata је гмизавац из реда Testudines и фамилије Geoemydidae.

## Угроженост
Ова врста се сматра угроженом.

## Распрострањење
Врста је присутна у Кини и Јапану.

## Станиште
Станишта врсте су поља риже и слатководна подручја.